# Gallos Blancos de Hermosillo
Los Gallos Blancos de Hermosillo fue un equipo de fútbol mexicano que jugó en la Primera división 'A' mexicana sólo entre los años de 1995 a 1996. Tuvieron como sede la ciudad de Hermosillo, Sonora, México.

## Historia
El origen del club se remonta a la temporada 1994-1995, cuando el Querétaro Fútbol Club renacería después de que Tampico-Madero tuvo problemas con su estadio y cambió su nombre por T.M. Gallos Blancos para jugar los 9 juegos restantes de la segunda ronda del torneo, al final de la temporada el equipo descendería a primera 'A', y esto llevaría al origen del club en Hermosillo. 
Los empresarios voltearon su mirada a nuevos destinos con futuro futbolístico, por lo que deciden mudar el equipo de Querétaro a la ciudad de Hermosillo, ciudad que se encuentra al Noroeste de México, y donde en ese tiempo el fútbol era un deporte prácticamente desconocido, el reto era crear afición y superar a deportes como el béisbol y basquetbol que dominaban los gustos en la región. el Viejo equipo T.M. Gallos Blancos pasarían a llamarse Gallos Blancos de Hermosillo, con Alejandro Domínguez como técnico los dueños en ese entonces eran los hermanos Alverde. 
Jugarían tan sólo 1 temporada en la ciudad pero lograrían varios éxitos entre ellos el llegar a la final de la temporada 1995-1996 contra el Pachuca, en la que perderían la opción de ascender a Primera división mexicana en el que fue un juego dramático, y una de las finales de primera 'A' más recordadas. Los dos encuentros quedarían a favor del Pachuca con marcador de 2 por 1, con un global de 4-2 final.

## Estadio
Los Gallos jugaron sus encuentros en el escenario más grande de la ciudad capital del estado de Sonora, el Estadio Héroe de Nacozari. El estadio tiene capacidad de 22,000 localidades y también ha sido sede de otros equipos de fútbol hermosillense como los Coyotes de Sonora y los Búhos de Hermosillo.

## Palmarés
- Subcampeonato de Primera División 'A' mexicana (1): 1995-1996